# هانا خان
هانا خان (بالإنجليزية: Hannah Kahn)‏ هي كاتِبة وشاعرة أمريكية، ولدت في 30 يونيو 1911 في نيويورك في الولايات المتحدة، وتوفيت في 1988 في ميامي في الولايات المتحدة.